# Fatimata M'Baye
Fatimata M'Baye o Fatimata Mbaye o Fatimata Em Baye (Kaedi, Mauritània, 21 de desembre de 1955) és una advocada mauritana, activista pels drets de les dones i contra l'esclavitud. Casada a la força als dotze anys, va aconseguir continuar els estudis i esdevingué, el 1985, la primera dona advocada del país. El 1986 va ser empresonada i torturada, i va estar presonera durant cinc anys. El 1991 va participar en la creació de l'Associació Mauritana de Drets Humans, organització que presideix des de l'agost de 2003. Ha rebut diversos premis internacionals: el 26 de setembre de 1999 va ser la primera africana a rebre el Premi Internacional dels Drets Humans de Nuremberg, el 2012 va rebre el premi Traffcking in Persons Report, atorgat pel Departament d'Estat dels Estats Units, en recompensa a les persones que lluiten contra el tràfic d'éssers humans i el 2016 va rebre el Premi Valor a l'Advocacia Compromesa, atorgat pel Consell de l'Advocacia Catalana.

## Biografia
Va néixer dins una família halpulaar, musulmana i negra del sud del país, en un poblat del departament de Kaedi i es va criar a la ciutat de Nouakchott. La van casar per força quan tenia 12 anys amb un home de 45 en un matrimoni acordat entre familiars abans del seu naixement. Als 14 anys va tenir la primera filla. Quan Fatimata narra la seva vida explica que va patir violacions i maltractament continu: «Cada vegada que m'escapava, mos pares em retornaven a casa del marit perquè aquesta és la tradició. Però li van posar la condició que jo seguís estudiant, i això em va salvar».
Des de primària va ser sempre la millor de la classe i això va fer perseverar els seus pares a ajudar-li a continuar els estudis. Va estudiar dret a la Universitat de Nouakchott (1981-1985) i després va fer un màster en Dret Privat: esdevingué la primera dona que va exercir l'advocacia a Mauritània: «Després de saber què és el matrimoni forçat i veure la mort de moltes nenes a causa de la mutilació genital el meu camí no podia ser un altre», ha declarat en nombroses ocasions. En principi va treballar com a advocada generalista i després es va especialitzar en drets de la infància i de les dones. El 2013, encara que altres dones havien accedit a la carrera de dret, seguia sent l'única dona a dur plets.

## Activisme
El 1986 un grup d'intel·lectuals negres publicà el Manifest del Negre-Maurità oprimit, que fou discutit en la reunió dels caps d'estat africans de la conferència de no alineats de Zimbabwe; el president maurità Maaouya Ould Sid'Ahmed Taya ordenà l'arrest dels autors quan tornessin de la cimera. Diversos professors i estudiants foren empresonats i s'organitzaren vagues a la universitat per reclamar el seu alliberament. Durant l'onada de repressió Fatimata fou detinguda per primera vegada i va estar-s'hi sis mesos empresonada, per distribució il·legal de pamflets, a la presó de dones de Beyla. Quan va sortir va denunciar haver patit abusos.
El 1989 es produí un incident que va enfrontar camperols de la frontera de Mauritània i Senegal, i que va posar els dos països a la vora de la guerra. El govern de Mauritània va decidir repatriar els seus nacionals. Fatimata va donar suport als supervivents i el Comitè de vídues constituït per dones de militars i civils assassinats entre 1989 i 1994. Realitzà nombroses intervencions en la seva defensa. El 1991 va participar en la creació de l'Associació Mauritana de Drets Humans, amb la qual lluita per la dona i contra l'esclavitud: «Quan sabem d'una violació, les dones ens agafem de la mà i anem a denunciar-la davant el jutge». Membre fundadora de l'associació SOS-Esclaves, parlà en nom dels oprimits, fet que li va comportar una nova detenció el febrer de 1998, després de la difusió a França d'un documental sobre les seqüeles de l'esclavitud a Mauritània. Va ser condemnada a 13 mesos de presó i una multa de 30.000 ouguiyes per ser membre d'una associació no autoritzada. Després d'una campanya internacional exigint el seu alliberament, el president del país va cedir i va sortir de la presó.
El maig de 2005 l'AMDH que presideix fou reconeguda oficialment pel govern: Fatimata declarà que el reconeixement de l'Associació Mauritana de Drets Humans, la Gerdes i SOS-Esclaves no era suficient perquè desenes d'organitzacions similars esperaven poder actuar legalment al país. Havent estat víctima d'abusos a la presó, visita regularment les presons de dones i de menors, al servei dels «sense drets» i «sense veu» que defensa de manera gratuïta. El 8 de març de 2013, va participar en una manifestació a Nouakchott per reclamar una llei contra la violència cap a les dones. També reivindicà la quota del 20% per a les dones al mercat de treball. Entre les campanyes que ha realitzat es troba la denúncia de la violació conjugal, que no està penalitzada a Mauritània i va obtenir la primera condemna per explotació de nens, el primer acte d'acusació per esclavitud i la primera pena de presó aplicada en virtut de la llei antiesclavitud de 2007.
El 10 de desembre de 2015, el Consell Nacional d'Advocacia francesa i el seu equivalent italià, van rellançar l'Observatori internacional dels advocats en perill copresidit per Fatimata i Robert Badinter.

## Premis i reconeixements
- 1999, va ser la primera africana a rebre el Premi Internacional dels Drets Humans de Nuremberg.[3]
- 2012, Premi Traffcking in Persons Report, atorgat pel Departament d'Estat dels Estats Units, en recompensa a les persones que lluiten contra el tràfic d'éssers humans.[4]
- 2015, Medalla d'or de la ciutat de Grenoble.[3]
- 2015, la revista Jeune Afrique la va incloure en la llista «Top 50 de les dones més poderoses de l'Àfrica».[12]
- 2016, va rebre el Premi Dona Coratge del Departament d'Estat dels EUA.[10]
- 2016, Premi Valor a l'Advocacia Compromesa pel Consell de l'Advocacia Catalana.[7][13]